# Anna Janeczko
Anna Maria Janeczko (ur. 1972) – polska profesor nauk rolniczych.

## Kariera naukowa
W 1996 r. uzyskała tytuł magistra inżyniera w Akademii Rolniczej im. Hugona Kołłątaja w Krakowie. Tamże w 2001 r. doktoryzowała się w dziedzinie nauk rolniczych, dyscyplina agronomia, na podstawie napisanej pod kierunkiem Władysława Filka dysertacji Wpływ wybranych steroidów na procesy fizjologiczne roślin ze szczególnym uwzględnieniem indukcji kwitnienia. W 2012 r. habilitowała się, a w 2023 r. uzyskała tytuł profesora nauk rolniczych w dyscyplinie rolnictwo i ogrodnictwo.
Od 2001 r. zawodowo związana z Instytutem Fizjologii Roślin im. Franciszka Górskiego Polskiej Akademii Nauk. Jej zainteresowania naukowe obejmują takie zagadnienia jak: hormony steroidowe ssaków i brasinosteroidy – występowanie, aktywność, receptory w roślinach.

## Kariera sportowa
Związana z klubem TS Wisła Kraków. Na początku XXI wieku rozpoczęła treningi pływackie w kategorii masters (tj. dla osób powyżej 25 roku życia). W 2005 roku pierwszy raz startowała w mistrzostwach polski masters. W 2008 roku ustanowiła rekord Polski na 1500 metrów w nowej kategorii kobiet 35–39 lat, poprawiając go w 2009 roku.